# گروه نجات ۱۲۳
گروه نجات ۱۲۳ نام یک مجموعهٔ تلویزیونی ایرانی به کارگردانی «محمدرضا زهتابی»، «محمود ابراهیم‌زاده» و «زین‌الدین علامه» است که در سال ۱۳۷۰-۱۳۶۹ تولید و از فروردین ۱۳۷۱ خورشیدی از شبکه ۱ سیمای جمهوری اسلامی ایران  پخش گردید.

## خلاصه داستان
در هر قسمت از این مجموعه تلویزیونی، حوادثی رخ می‌دهد و مأموران اورژانس با حضور فوری و به‌موقعِ خود، از بروز فاجعه جلوگیری می‌کنند.

## بازیگران و عوامل تولید

### بازیگران
- ندا ارژن‌فر
- فریدون بوضیا
- هما مشکین
- محمدرضا گودرزی

### عوامل تولید
- کارگردان: محمدرضا زهتابی، محمود ابراهیم‌زاده، زین‌الدین علامه
- مدیر پروژه: حسین حاجی‌پور [۱]
- فیلمنامه: بهمن برومند، شاپور عظیمی، پرویز فرشیدمهر، فرشاد فرهی
- تصویربردار: زین‌الدین علامه، محمدحسن سرمدی
- طراح لباس و صحنه: محمود ابراهیم‌زاده
- تهیه‌کننده: محمود ابراهیم‌زاده
- مدیر تهیه: محمد جوادی[۱]
- مدیرتولید و برنامه‌ریز: تارا رشدی‌نوید[۱]
- فرمت تصویر: ویدئویی
- تعداد قسمت‌ها: ۶ قسمت ۳۰ دقیقه‌ای
- مدت زمان کل: ۱۸۰ دقیقه
- محصول: گروه دانش شبکه ۱ سیمای جمهوری اسلامی ایران
- سال تولید: ۱۳۷۰-۱۳۶۹
- سال پخش: ۱۳۷۱